# ㆅ
ㆅ(표준어: 쌍히읗, 문화어: 된히읗)은 한글 낱자의 ㅎ을 거듭 쓴 것으로, 오늘날에 쓰이지 않는 옛 한글 초성이다. ㅕ 앞에서만 나타났으며, ㅎ의 된소리를 나타내 무성 구개수 마찰음 (/χ/)을 표기한 것으로 보인다. 세조 재위 이후(15세기 중엽)에는 표기법이 바뀜에 따라 쓰이지 않게 되었다.
훈민정음 첫소리 체계에선 전탁의 목구멍소리에 들어 있다. 여기서 말하는 전탁은 울림소리가 아니고, 그때도 된소리였다고 생각할 수 있어 이 낱자는 ㅎ의 된소리를 나타냈다고 추정하고 있다. 다만, 나타나는 조건은 한정되어 있어서 반드시 ㅕ 앞에서 쓰여 ‘ᅘᅧ’라고 하는 어간을 가지는 동사로써만 쓰였다. 《원각경언해》(1465년) 이후 정서법에서는 단지 ‘혀’로 표기했지만, 그 소릿값은 남아 있었다고 생각할 수 있어 17세기 문헌에는 ᄻ을 써서 ‘ᄻᅧ’로 쓰인 예가 있다. 그 뒤, ㅆ 또는 ㅋ으로 바뀌었다.

## 코드 값
| 종류                  | 종류           | 글자   | 유니코드 | HTML     |
| --------------------- | -------------- | ------ | -------- | -------- |
| 한글 호환 자모        | 한글 호환 자모 | ㆅ     | U+3185   | &#12677; |
| 한글 자모 영역        | 첫소리         | ᅘᅠ     | U+1158   | &#4440;  |
| 한글 자모 영역        | 끝소리         | (없음) | (없음)   | (없음)   |
| 한양 사용자 정의 영역 | 첫소리         | ㆅ   | U+F7FE   | &#63486; |
| 한양 사용자 정의 영역 | 끝소리         | (없음) | (없음)   | (없음)   |
| 반각                  | 반각           | (없음) | (없음)   | (없음)   |

## 같이 보기
- 훈민정음
- ㅎ